# 奥田行高

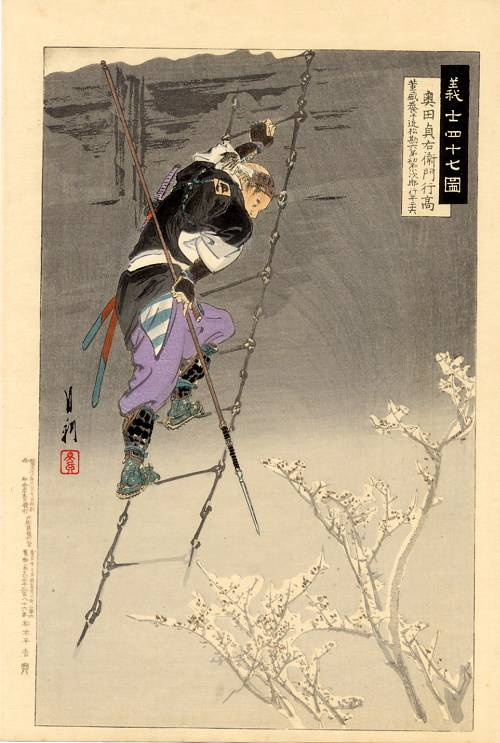
『義士四十七図　奥田貞右衛門行高』（尾形月耕画）

奥田 行高（おくだ ゆきたか、延宝6年（1678年） - 元禄16年2月4日（1703年3月20日））は、江戸時代前期の武士。赤穂浪士四十七士の一人。通称は貞右衛門（さだえもん）。

## 生涯
延宝6年（1678年）に赤穂藩浅野家譜代家臣の近松行生の五男として誕生。母は徳島藩蜂須賀家家臣の仁尾清右衛門の娘・かめ。異母兄に近松行重がいる。元禄7年（1694年）、奥田重盛の婿養子に入った。家督前の部屋住みとして過ごした。
元禄14年（1701年）3月14日、主君・浅野長矩が吉良義央に刃傷に及んだ際には江戸にあり、4月に養父・重盛が堀部武庸らとともに国許の赤穂に向かった後も行高は江戸の深川八幡町にあり、この頃に奥田清十郎を儲けた。その後は父とともに行動し、深川黒江町に住んだ。変名は西村丹下。
赤穂事件で討ち入りの際には裏門隊に属した。水野忠之の屋敷にて、同家横山笹右衛門の介錯で切腹した。享年26。主君浅野長矩と同じ江戸の高輪泉岳寺に葬られた。法名は刃秋跳剣信士。

## 子孫
行高は、遺児である清十郎を気遣い、自分の死後、その脇差を売ってかまわないと言い残している（実際には泉岳寺の住職が、勝手に売却し換金。次項も参照）。清十郎は、のちに祖母の実家である仁尾家に養子に入り、その家督を継ぐ。元服後に若くして250石の高禄を得たことで徳島藩士たちと度々敵対し、享保9年に心労もあり24歳で早逝した。清十郎の叔母（行高の妹）・百も異母弟・仁尾官右衛門に嫁ぐが実子なく、仁尾家には養子が入り続いた。

## 遺品
- 近松家伝来九寸五分脇差 - 赤穂大石神社・義士史料館所蔵